# Goulles
Goulles est une commune française située dans le département de la Corrèze, en région Nouvelle-Aquitaine.

## Géographie

### Généralités
La commune de Goulles, traversée par le 45e parallèle nord, est de ce fait située à égale distance du pôle Nord et de l'équateur terrestre (environ 5 000 km).
Au sud du département de la Corrèze, en Xaintrie, elle est limitée au sud par la Cère sur cinq kilomètres. Au nord, le territoire communal est bordé sur environ deux kilomètres par la Maronne, et à l'est sur une dizaine de kilomètres par son affluent, le ruisseau de la Bedaine (ou ruisseau de Vialore).
Le bourg de Goulles, à la jonction des routes départementales (RD) 13 et 13E3, se situe, en distances orthodromiques, treize kilomètres au sud-est d'Argentat.
La commune est également desservie par les RD 13E2 et 1120.

### Communes limitrophes
Goulles est limitrophe de sept autres communes, dont trois dans le département du Cantal.
Les communes limitrophes sont  Montvert, Rouffiac, Saint-Bonnet-les-Tours-de-Merle, Saint-Geniez-ô-Merle, Saint-Julien-le-Pèlerin, Sexcles et Siran.
| Saint-Bonnet-les-Tours-de-Merle | Saint-Geniez-ô-Merle |                   |
| Sexcles                         | Goulles              | Rouffiac (Cantal) |
| Saint-Julien-le-Pèlerin         | Siran (Cantal)       | Montvert (Cantal) |

### Climat
Pour des articles plus généraux, voir Climat de la Nouvelle-Aquitaine et Climat de la Corrèze.
Historiquement, la commune est exposée à un climat montagnard.  
En 2020, Météo-France publie une typologie des climats de la France métropolitaine dans laquelle la commune est exposée à un climat de montagne et est dans la région climatique  Ouest et nord-ouest du Massif Central, caractérisée par une pluviométrie annuelle de 900 à 1 500 mm, maximale en automne et en hiver.
Pour la période 1971-2000, la température annuelle moyenne est de 10,9 °C, avec  une amplitude thermique annuelle de 15,4 °C. Le cumul annuel moyen de précipitations est de 1 277 mm, avec 12 jours de précipitations en janvier et 7,9 jours en juillet. Pour la période 1991-2020, la température moyenne annuelle observée sur la station météorologique la plus proche, située sur la commune de Camps-Saint-Mathurin-Léobazel à 10 km à vol d'oiseau, est de 11,1 °C et le cumul annuel moyen de précipitations est de 1 432,2 mm,. Pour l'avenir, les paramètres climatiques de la commune estimés pour 2050 selon différents scénarios d’émission de gaz à effet de serre sont consultables sur un site dédié publié par Météo-France en novembre 2022.

## Urbanisme

### Typologie
Au 1er janvier 2024, Goulles est catégorisée commune rurale à habitat très dispersé, selon la nouvelle grille communale de densité à 7 niveaux définie par l'Insee en 2022.
Elle est située hors unité urbaine et hors attraction des villes,.

### Occupation des sols
L'occupation des sols de la commune, telle qu'elle ressort de la base de données européenne d’occupation biophysique des sols Corine Land Cover (CLC), est marquée par l'importance des territoires agricoles (57,6 % en 2018), en augmentation par rapport à 1990 (50,7 %). La répartition détaillée en 2018 est la suivante : 
forêts (40,3 %), zones agricoles hétérogènes (38,2 %), prairies (19,4 %), milieux à végétation arbustive et/ou herbacée (2,1 %).
L'évolution de l’occupation des sols de la commune et de ses infrastructures peut être observée sur les différentes représentations cartographiques du territoire : la carte de Cassini (XVIIIe siècle), la carte d'état-major (1820-1866) et les cartes ou photos aériennes de l'IGN pour la période actuelle (1950 à aujourd'hui).

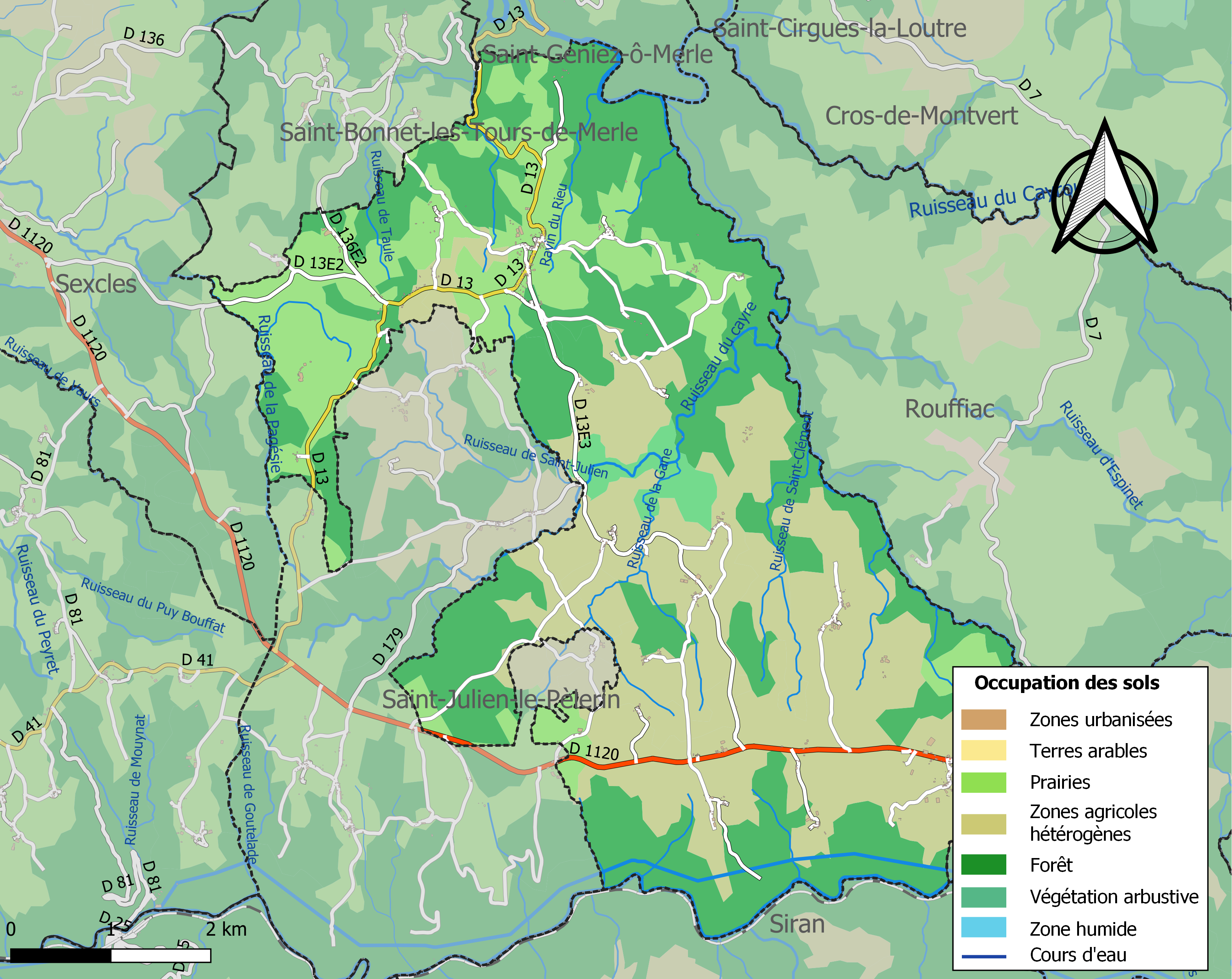
Carte des infrastructures et de l'occupation des sols de la commune en 2018 (CLC).

### Risques majeurs
Le territoire de la commune de Goulles est vulnérable à différents aléas naturels : météorologiques (tempête, orage, neige, grand froid, canicule ou sécheresse), feux de forêts et séisme (sismicité très faible). Il est également exposé à un risque technologique, la rupture d'un barrage, et à un risque particulier : le risque de radon. Un site publié par le BRGM permet d'évaluer simplement et rapidement les risques d'un bien localisé soit par son adresse soit par le numéro de sa parcelle.

#### Risques naturels

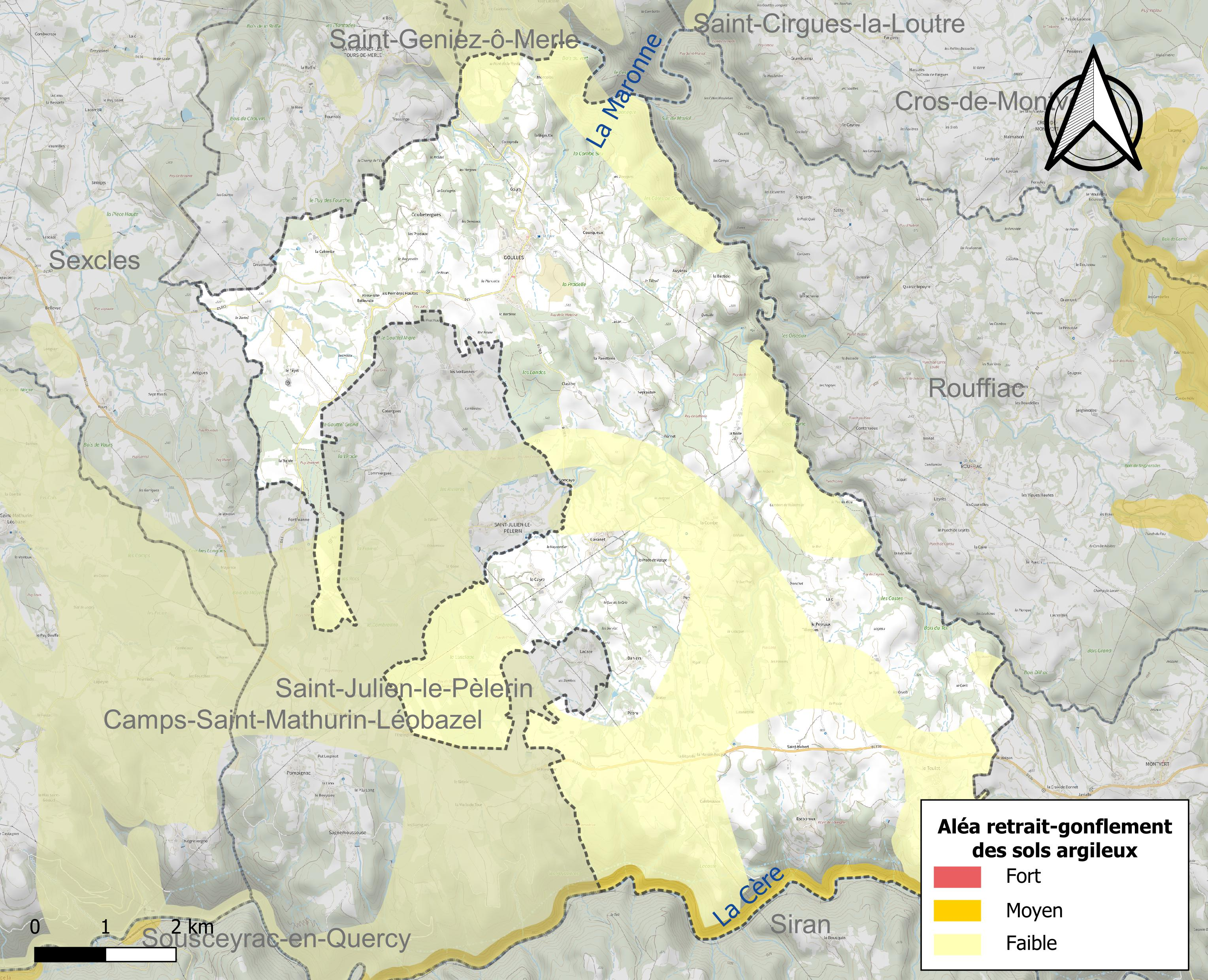
Carte des zones d'aléa retrait-gonflement des sols argileux de Goulles.

Le retrait-gonflement des sols argileux est susceptible d'engendrer des dommages importants aux bâtiments en cas d’alternance de périodes de sécheresse et de pluie. 1,6 % de la superficie communale est en aléa moyen ou fort (26,8 % au niveau départemental et 48,5 % au niveau national). Sur les 245 bâtiments dénombrés sur la commune en 2019,  aucun n'est en aléa moyen ou fort, à comparer aux 36 % au niveau départemental et 54 % au niveau national. Une cartographie de l'exposition du territoire national au retrait gonflement des sols argileux est disponible sur le site du BRGM,.
Concernant les feux de forêt, aucun plan de prévention des risques incendie de forêt (PPRIF) n’a été établi en Corrèze, néanmoins le code de l’urbanisme impose la prise en compte des risques dans les documents d’urbanisme. Le périmètre des servitudes d'utilité publique et des zones d'obligation légale de débroussaillement pour les particuliers est quant à lui défini pour la commune dans une carte dédiée. 
La commune a été reconnue en état de catastrophe naturelle au titre des dommages causés par les inondations et coulées de boue survenues en 1982 et 1999. Concernant les mouvements de terrains, la commune a été reconnue en état de catastrophe naturelle au titre des dommages causés par la sécheresse en 2011 et par des mouvements de terrain en 1999.

#### Risques technologiques
La commune est en outre située en aval des barrages d'Enchanet et de Saint-Étienne-Cantalès, des ouvrages de classe A soumis à PPI. À ce titre elle est susceptible d’être touchée par l’onde de submersion consécutive à la rupture d'un de ces ouvrages.

#### Risque particulier
Dans plusieurs parties du territoire national, le radon, accumulé dans certains logements ou autres locaux, peut constituer une source significative d’exposition de la population aux rayonnements ionisants. Certaines communes du département sont concernées par le risque radon à un niveau plus ou moins élevé. Selon la classification de 2018, la commune de Goulles est classée en zone 3, à savoir zone à potentiel radon significatif. 

## Toponymie
Du latin gula (« gorge, défilé »).

## Politique et administration
| Période                                  | Période  | Identité      | Étiquette | Qualité             |
| ---------------------------------------- | -------- | ------------- | --------- | ------------------- |
| Les données manquantes sont à compléter. |          |               |           |                     |
|                                          |          |               |           |                     |
| 1995 (réélu en mai 2020)                 | En cours | Hervé Rouanne | SE        | Médecin généraliste |

## Démographie
L'évolution du nombre d'habitants est connue à travers les recensements de la population effectués dans la commune depuis 1793. Pour les communes de moins de 10 000 habitants, une enquête de recensement portant sur toute la population est réalisée tous les cinq ans, les populations de référence des années intermédiaires étant quant à elles estimées par interpolation ou extrapolation. Pour la commune, le premier recensement exhaustif entrant dans le cadre du nouveau dispositif a été réalisé en 2007.

En 2022, la commune comptait 327 habitants, en stagnation par rapport à 2016 (Corrèze : −0,59 %, France hors Mayotte : +2,11 %).
| 1793  | 1800  | 1806  | 1821  | 1831  | 1836  | 1841  | 1846  | 1851  |
| ----- | ----- | ----- | ----- | ----- | ----- | ----- | ----- | ----- |
| 1 238 | 1 181 | 1 239 | 1 428 | 1 398 | 1 400 | 1 325 | 1 394 | 1 402 |

| 1856  | 1861  | 1866  | 1872  | 1876  | 1881  | 1886  | 1891  | 1896 |
| ----- | ----- | ----- | ----- | ----- | ----- | ----- | ----- | ---- |
| 1 354 | 1 271 | 1 261 | 1 092 | 1 103 | 1 070 | 1 073 | 1 050 | 990  |

| 1901 | 1906 | 1911 | 1921 | 1926 | 1931 | 1936 | 1946 | 1954 |
| ---- | ---- | ---- | ---- | ---- | ---- | ---- | ---- | ---- |
| 938  | 979  | 935  | 851  | 842  | 764  | 736  | 680  | 650  |

| 1962 | 1968 | 1975 | 1982 | 1990 | 1999 | 2006 | 2007 | 2012 |
| ---- | ---- | ---- | ---- | ---- | ---- | ---- | ---- | ---- |
| 580  | 548  | 524  | 481  | 413  | 333  | 344  | 346  | 319  |

| 2017 | 2022 | - | - | - | - | - | - | - |
| ---- | ---- | - | - | - | - | - | - | - |
| 332  | 327  | - | - | - | - | - | - | - |

## Culture locale et patrimoine

### Lieux et monuments
- Église Saint-Martin de Goulles, rebâtie au XVIIe siècle[25].
- Église Saint-Pierre du Teulet, restaurée et agrandie au milieu du XIXe siècle[25].
- Maison forte d'Auyères.
- Les ruines des tours de Carbonnières du XIe siècle, inscrites au titre des monuments historiques[26],[27], surplombent le ruisseau de la Bedaine.

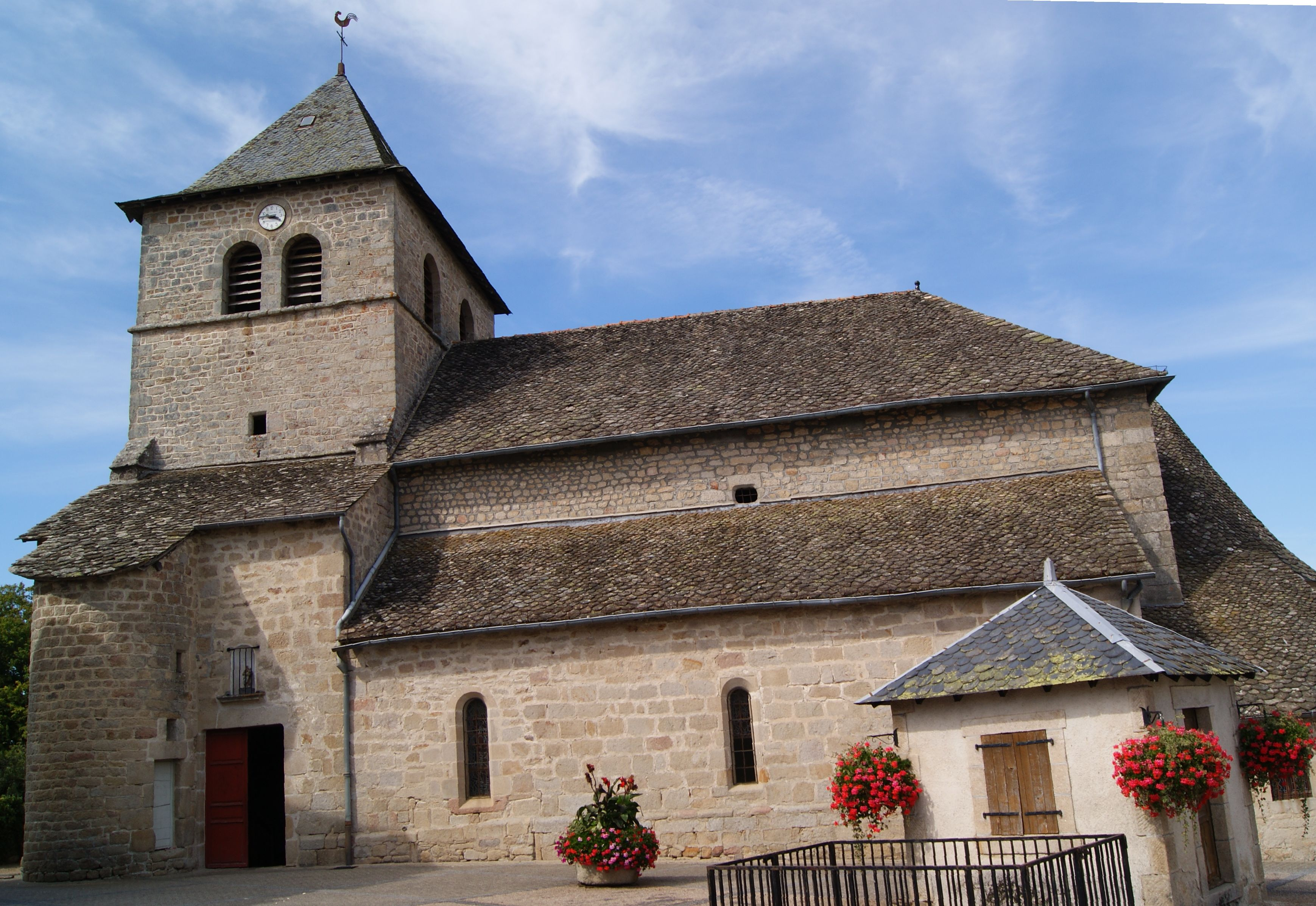
L'église Saint-Martin de Goulles.
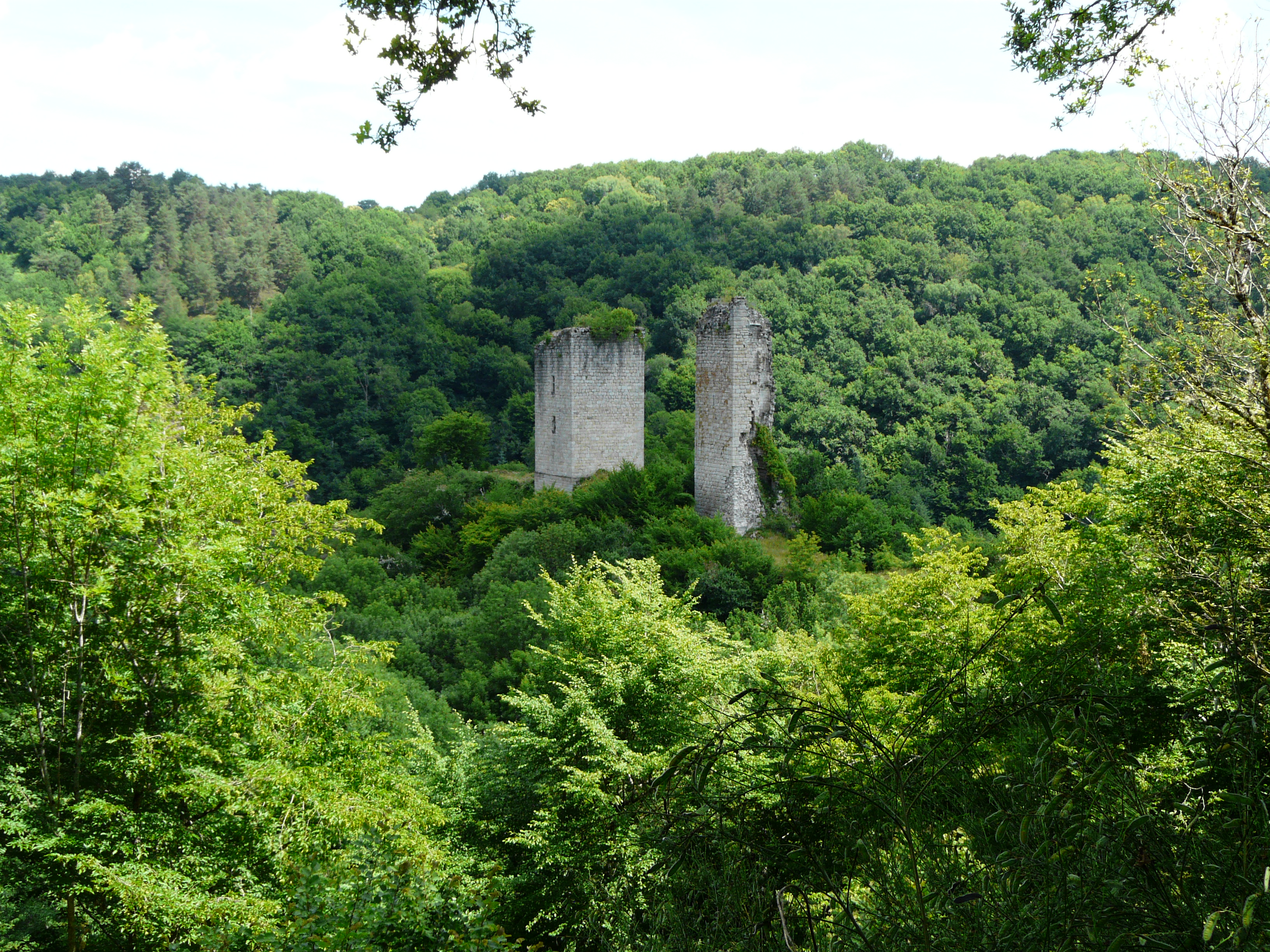
Les ruines des tours de Carbonnières.
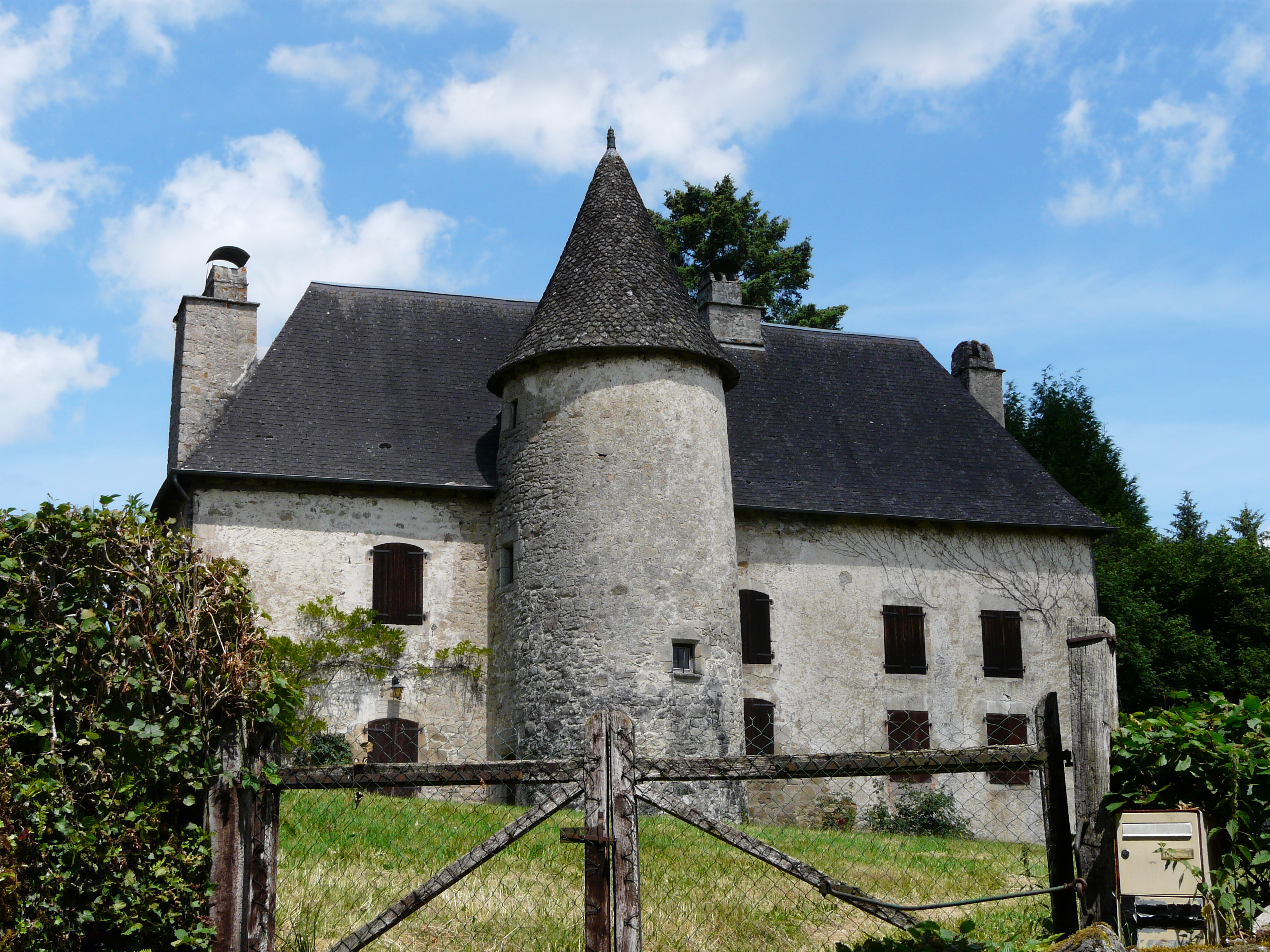
La maison forte d'Auyères.

### Personnalités liées à la commune
Jan Krizek (1919-1985), sculpteur tchèque, et sa femme Jirina (1919-2010), y ont vécu au lieu-dit le Bartheil, de 1962 à leur mort, et y sont enterrés.

### Héraldique
| Blason de Goulles | Blason  | D'argent à trois bandes d'azur accompagnées de huit charbons de sable couchés et allumés de gueules ordonnés 2, 2, 2 et 2 |
| Blason de Goulles | Détails | Adopté le 5 novembre 1983                                                                                                 |